# Puntius padamya
Puntius padamya är en fiskart som beskrevs av Kullander och Ralf Britz 2008. Puntius padamya ingår i släktet Puntius och familjen karpfiskar. IUCN kategoriserar arten globalt som otillräckligt studerad. Inga underarter finns listade i Catalogue of Life.